# إيفي ريتشاردز
إيفي ريتشاردز (بالإنجليزية: Evie Richards) هي دراجة بريطانية، ولدت في 11 مارس 1997.

## وصلات خارجية
- إيفي ريتشاردز على موقع الاتحاد الدولي للدراجات (الإنجليزية)
- إيفي ريتشاردز على موقع أرشيف الدراجات (الإنجليزية)
- إيفي ريتشاردز على موقع إحصائيات الدراجات الإحترافية (الإنجليزية)
- إيفي ريتشاردز على موقع نسبة الدراجات (الإنجليزية)
- إيفي ريتشاردز على موقع CycleBase (الإنجليزية)
- إيفي ريتشاردز على موقع MTB Data (الإنجليزية)
- إيفي ريتشاردز على موقع اللجنة الأولمبية الدولية (الإنجليزية)
- إيفي ريتشاردز على موقع أوليمبيديا (الإنجليزية)
- إيفي ريتشاردز على موقع اللجنة الأولمبية البريطانية (الإنجليزية)